# Acid docosahexaenoic
Acidul docosahexaenoic (abreviat DHA din engleză docosahexaenoic acid) este un acid gras omega-3 polinesaturat (PUFA). Are notația 22:6(n-3). Este un component structural al creierului uman, al pielii și al retinei. Poate fi sintetizat de la acidul alfa-linolenic sau obținut din surse naturale precum laptele, peștele gras, uleiul de pește sau uleiul de alge.
În organismele care nu consumă alge sau produse animale ce conțin DHA, acesta este sintetizat biochimic plecând de la acidul alfa-linolenic, un acid gras omega-3 cu catenă mai scurtă de origine vegetală. Cantități limitate de acid eicosapentaenoic și acid docosapentaenoic sunt produse din acid alfa-linolenic în organismul femeilor tinere și al bărbaților. DHA din laptele matern este important pentru dezvoltarea bebelușilor. Rata de obținere a DHA în organismul femeilor este cu 15% mai mare decât la bărbați.